# Enaliarctos
Enaliarctos es un género extinto de mamíferos pinnípedos de la familia Enaliarctidae que incluye a cinco especies de pinípedos antiguas conocidas. Sus fósiles han sido hallados en California y Oregón, y datan del Oligoceno Superior y el Mioceno Inferior (ca. 24-22 millones de años).
Las especies de Enaliarctos tenían dientes similares a los carnívoros típicos, en las mandíbulas inferior y superior. El otárido más antiguo conocido es Pithanotaria, encontrado en varias localidades de California, con una antigüedad de 11 millones de años. Parecido al lobo marino de las Galápagos, tenían una dentición uniforme con dientes laterales multicuspidados, con procesos óseos junto a las cuencas de los ojos, y sin diferencias entre sexos (sin dimorfismo sexual).

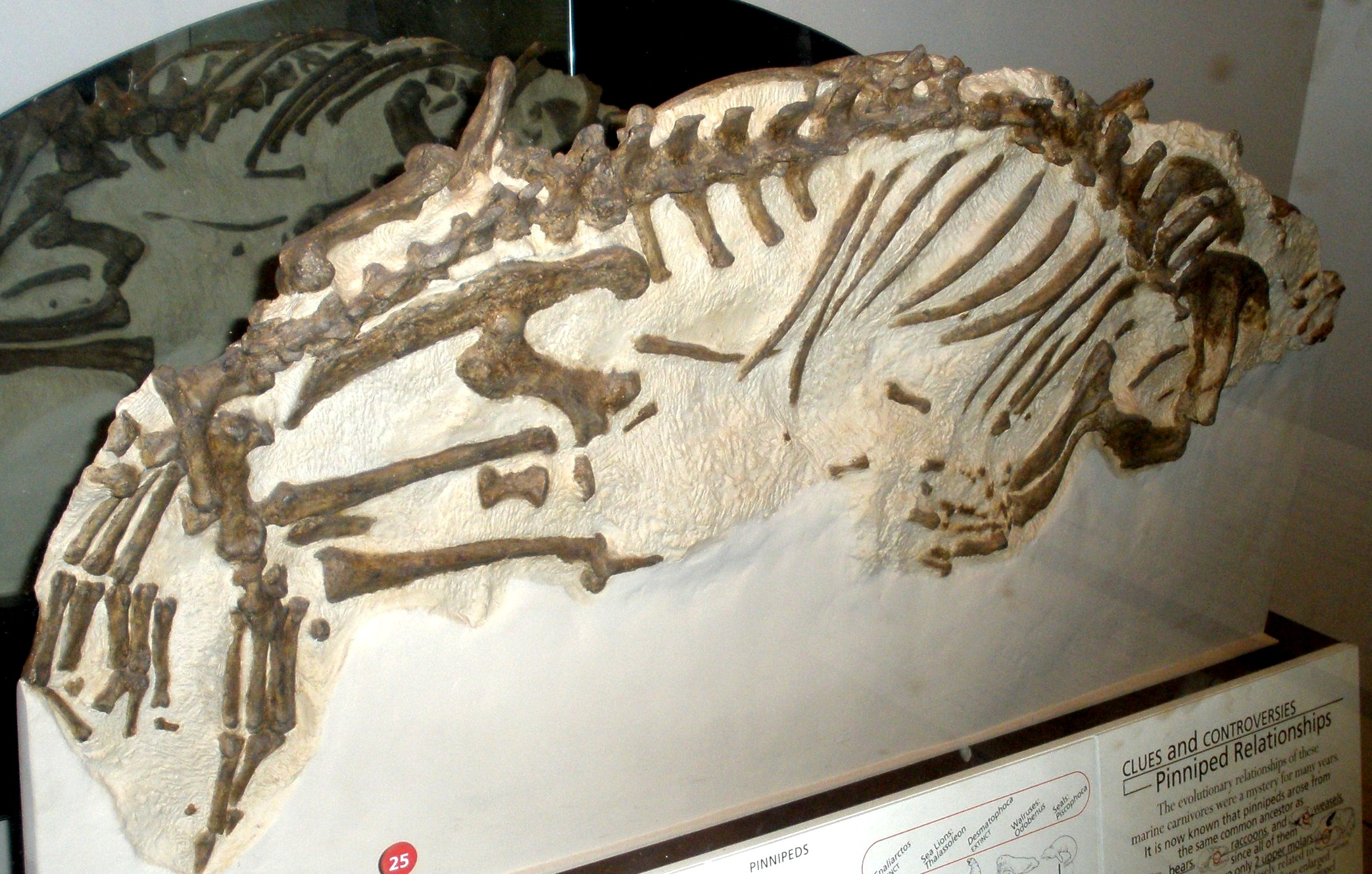
Enaliarctos mealsi